# Julius Posener

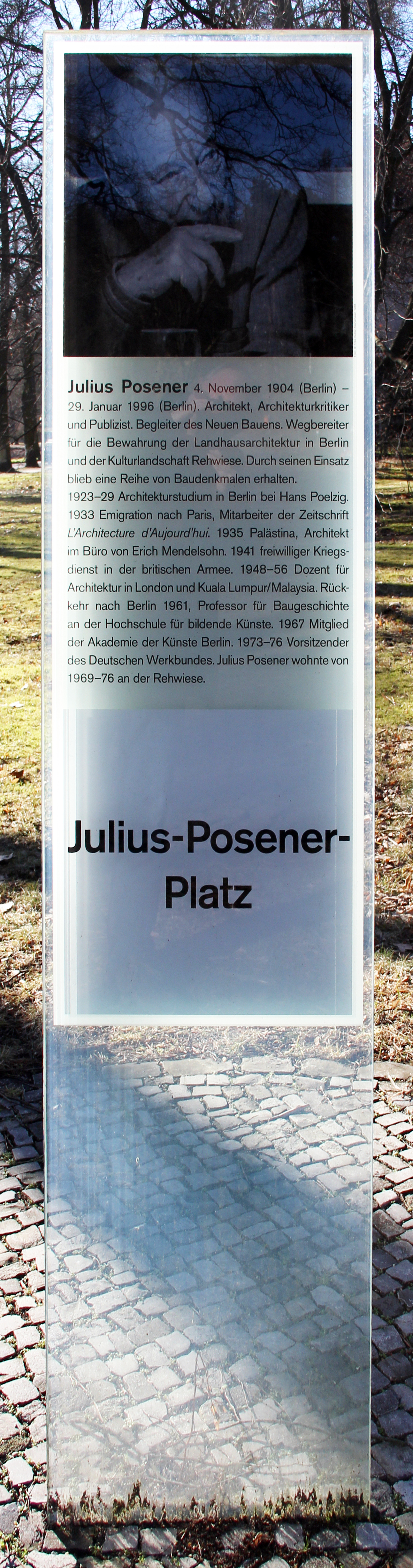
Gedenktafel zum Julius-Posener-Platz

Julius Posener (* 4. November 1904 in Berlin; † 29. Januar 1996 in Berlin) war ein deutsch-britischer Architekturhistoriker und -kritiker, Autor und Hochschullehrer. Er war von 1961 bis 1971 Professor für Baugeschichte an der Hochschule für Bildende Künste in West-Berlin.

## Leben
Posener entstammte einem bürgerlich-jüdischen und musischen Elternhaus. Sein Vater Moritz Moses Posener (1862–1929) war Maler, seine Mutter Gertrud geb. Oppenheim (1872–1939) Pianistin. Seine Großväter waren der Kaufmann Josef Samuel Posener (1821–1905) in Den Haag und der Berliner Immobilienunternehmer Julius Oppenheim. Julius Posener hatte zwei ältere Brüder: Karl (1897–1946) wurde Arzt und emigrierte 1938 nach Australien; Ludwig (1902–1978) gründete mit seiner Frau 1934 in Schweden das Internat Kristinehov für jüdische Kinder aus Deutschland und wurde später Professor für mathematische Statistik in Tel Aviv. Sie wuchsen in der Berliner Villenkolonie Lichterfelde-West auf. Die Eltern hatten sich dort, als Anhänger fortschrittlicher Architektur, eine Villa im englischen Landhaus-Stil bauen lassen, die der befreundete Fritz Crzellitzer entworfen hatte. Dieses Umfeld hat Julius, nach eigener Aussage, nachhaltig geprägt:

„Ich lebte in Deutschland, dem besten Land, das es gab, in Lichterfelde, dem besten Villenvorort seiner Hauptstadt, im besten Haus mit dem schönsten Garten weit und breit… Wenn ich mir das abends vor dem Schlafengehen vorsagte, war ich zufrieden mit der Welt und dem lieben Gott sehr dankbar.“

Ludwig und Julius Posener waren Mitglieder im jüdischen Wanderbund Blau Weiss. Er besuchte ein Realgymnasium und studierte dann von 1923 bis 1929 Architektur (u. a. bei Hans Poelzig und Erich Blunck) an der Technischen Hochschule Berlin-Charlottenburg. Er war dort Mitglied der von Hermann Zweigenthal initiierten Gruppe Junger Architekten (G.J.A.). Zu seinen Kommilitonen zählten neben Zweigenthal auch Helmut Hentrich und Klaus Müller-Rehm.
Nach seinem Studium hospitierte er in verschiedenen Architekturbüros in Paris und war 1931 für Erich Mendelsohn auf der Baustelle des Columbushauses am Potsdamer Platz in Berlin tätig. Nach der Machtergreifung Hitlers zog er 1933 wieder nach Paris, wo er unter André Bloc in der Redaktion der Fachzeitschrift L’Architecture d’aujourd’hui arbeitete, Auguste Perret und Le Corbusier kennenlernte. 1935 emigrierte Posener nach Palästina, wo er in Erich Mendelsohns Büro in Jerusalem arbeitete. In Beirut agierte er 1936 als Bauleiter für das Haus des libanesischen Präsidenten Émile Eddé. Der einzige von Posener selbst (zusammen mit Lotte Cohn) entworfene Bau, ein Wohnhaus in Herzlia bei Tel Aviv, entstand 1936/37. Von Ende 1937 bis 1939 gab er die Zeitschrift HaBinyan BaMisrach HaKarov („Der Bau im Nahen Osten“) der israelischen Architektenvereinigung heraus. Er wurde 1938 in Palästina eingebürgert und arbeitete 1940/41 für die Abteilung für öffentliche Arbeiten der Mandatsverwaltung. 1941 meldete er sich freiwillig zur britischen Armee, für die er mit den Royal Engineers der Middle East Forces u. a. in Ägypten und Italien im Einsatz war. Nach Kriegsende ließ er sich 1945 zum Nachrichtendienst der Britischen Rheinarmee nach Deutschland versetzen.
Mit Ende des britischen Mandats in Palästina nahm Posener 1948 die britische Staatsbürgerschaft an. Er lehrte von 1948 bis 1956 als Dozent für Entwurf und Architekturgeschichte an der Brixton School of Building in London. Anschließend wechselte er nach Kuala Lumpur. Am Technical College in der Hauptstadt der im Jahr darauf in die Unabhängigkeit entlassenen Föderation Malaya war er am Aufbau der Abteilung für Architektur beteiligt, die er ab 1958 leitete.
1961 folgte er dem Ruf auf den Lehrstuhl für Baugeschichte an der Staatlichen Hochschule für Bildende Künste in West-Berlin (Vorläuferin der Universität der Künste Berlin) und lehrte dort bis 1971. Ab 1967 war er Mitglied der West-Berliner Akademie der Künste. Nach seiner Emeritierung hatte er von 1971 bis 1978 Lehraufträge an der Technischen Universität Berlin, wo er Vorlesungen zur Geschichte der neuen Architektur hielt. Julius Posener war von 1973 bis 1976 Vorsitzender des Deutschen Werkbundes und ein wichtiger Mentor der 1968 gegründeten Zeitschrift archplus. Eine Gastprofessur führte ihn 1984 an die New Yorker Columbia University.
Posener war in erster Ehe von 1948 bis zur Scheidung 1966 mit Elisabeth Charmian Middleton (1928–1990) verheiratet. Seine zweite Heirat war 1970 mit der Kunstgewerblerin und -sammlerin Margarethe Hartwig, geschiedene Manthey (* 1937). Eines seiner drei Kinder aus der ersten Ehe ist der Journalist Alan Posener. Seinen Lebensweg beschrieb Posener ausführlich in seinen Erinnerungen unter dem Titel Fast so alt wie das Jahrhundert (1990) sowie Heimliche Erinnerungen. In Deutschland 1904–1933 (postum erschienen 2004).
Julius Posener setzte sich für das nach einer Gasexplosion in den 1950er Jahren zu einer Ruine verfallene Einfamilien- und Landhaus Pacelliallee 18 (Ecke Im Dol) in Berlin-Dahlem ein und bewahrte so einen der Architektenentwürfe von Hermann Muthesius (1861–1927) vor der Niederlegung. Das in Teilen rekonstruierte Gebäude wird seitdem von der Stanford University genutzt.

## Auszeichnungen und Ehrungen

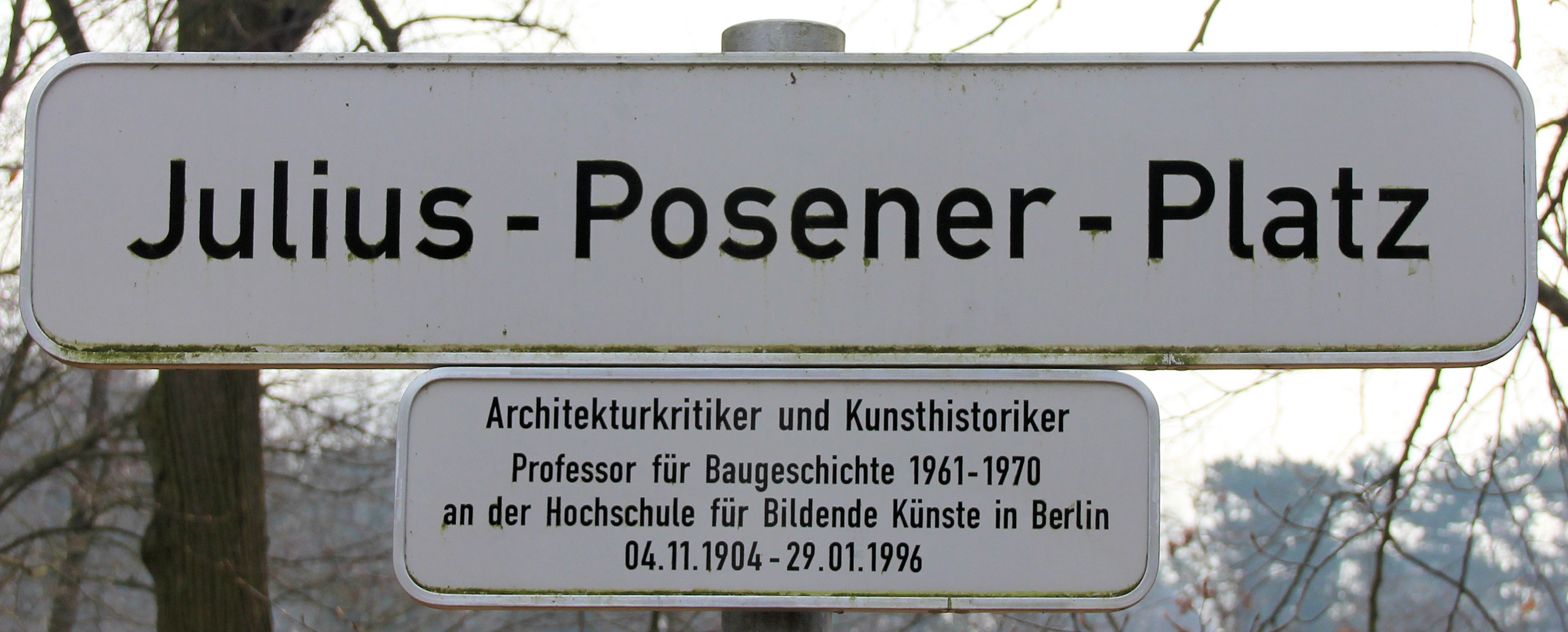
Erklärungstafel am Julius-Posener-Platz in Berlin-Nikolassee

- 1976: Ehrendoktorwürde der Philipps-Universität Marburg
- 1977: Kunstpreis Berlin
- 1980: Ehrenmitglied der Königlichen Akademie der Freien Künste, Stockholm
- 1981: Deutscher Preis für Denkmalschutz – Karl-Friedrich-Schinkel-Ring – des Deutschen Nationalkomitees für Denkmalschutz
- 1982: Ehrendoktor der Universität Hannover
- 1983: BDA-Preis für Architekturkritik
- 1988: Ernst-Reuter-Plakette des Landes Berlin
- 1993: Ehrendoktorwürde der Technischen Universität Berlin
- 1996: Heinrich-Mann-Preis
- 2004: Die Kommunalverwaltung von Nikolassee benannte anlässlich des 100. Geburtstages einen Platz nach dem Architekten: Julius-Posener-Platz.

## Schriften
- Anfänge des Funktionalismus. Von Arts and Crafts zum Deutschen Werkbund. Ullstein Verlag, Berlin/Frankfurt am Main/Wien 1964 (Bauwelt-Fundamente; Bd. 11), ISBN 978-3-0356-0207-4.
- (Hrsg.:) Ebenezer Howard. Gartenstädte von morgen. Das Buch und seine Geschichte. Ullstein Verlag, Berlin Frankfurt am Main/Wien 1968 (Bauwelt Fundamente; Bd. 21).
- (Hrsg.:) Hans Poelzig. Gesammelte Schriften und Werke. Gebr. Mann Verlag, Berlin 1970.
- From Schinkel to the Bauhaus. Five lectures on the growth of modern German architecture. Lund Humphries, London 1972 (Architectural Association, Paper, Bd. 5), ISBN 0-85331-245-1.
- Berlin auf dem Wege zu einer neuen Architektur. Das Zeitalter Wilhelms II. Prestel Verlag, München 1977, ISBN 3-7913-0419-4.
- Julius Posener Vorlesungen 1, Die moderne Architektur (1924–1933), archplus 48
- Julius Posener Vorlesungen 2, Die Architektur der Reform (1900–1924), archplus 53
- Julius Posener Vorlesungen 3, Das Zeitalter Wilhelms II., archplus 59
- Julius Posener Vorlesungen 4, Die sozialen und bautechnischen Entwicklungen im 19. Jahrhundert, archplus 63/64
- Julius Posener Vorlesungen 5, Neue Tendenzen im 18. Jahrhundert, Das Zeitalter Schinkels, archplus 69/70
- Julius Posener: Vorlesungen zur Geschichte der Neuen Architektur, 2 Bände im Schuber, ARCH+ Publikation
- Aufsätze und Vorträge 1931–1980. Vieweg Verlag, Braunschweig/Wiesbaden 1981 (Bauwelt-Fundamente; Bd. 54/55). ISBN 978-3-663-00115-7. ISBN 978-3-663-00114-0 (E-Book). DOI:10.1007/978-3-663-00114-0.
- Die moderne Architektur – eine lange Geschichte. In: Vision der Moderne. Das Prinzip Konstruktion. Hrsg. v. Heinrich Klotz. Prestel, München 1986, ISBN 3-7913-0755-X, S. 27–32.
- Fast so alt wie das Jahrhundert. Siedler Verlag, Berlin 1990, ISBN 3-88680-381-3; erweiterte Neuausgabe: Birkhäuser Verlag, Basel/Berlin/Boston 1993, ISBN 3-7643-2896-7.
- Hans Poelzig. Sein Leben, sein Werk. Vieweg Verlag, Braunschweig/Wiesbaden 1994, ISBN 3-528-08896-6.
- Julius Posener: Der Neunte Thermidor. In: Die Zeit v. 22. Juli 1994
- Was Architektur sein kann. Neuere Aufsätze. Birkhäuser Verlag, Basel/Berlin/Boston 1995, ISBN 3-7643-5160-8.
- Ein Leben in Briefen. Ausgewählte Korrespondenz 1929–1990. Hrsg. von Matthias Schirren und Sylvia Claus im Auftrag der Stiftung Archiv der Akademie der Künste, Berlin. Birkhäuser Verlag,  Basel/Berlin/Boston 1999, ISBN 3-7643-6065-8.
- In Deutschland: 1945 bis 1946. Siedler, München 2001, ISBN 3-88680-755-X (Originalausgabe Jerusalem 1947).
- Heimliche Erinnerungen. In Deutschland 1904 bis 1933. Mit einem Anhang: In Germany Again (1948). Hrsg. von Alan Posener. Siedler Verlag, München 2004, ISBN 3-88680-764-9 (aus dem Englischen übersetzt von Ruth Keen).